# Vraní Hory
Vraní Hory är en ås i Tjeckien.   Den ligger i regionen Pardubice, i den nordöstra delen av landet, 130 km nordost om huvudstaden Prag.